# Christopher Clavius
Christopher Clavius (varianty jména Christoph Klau, Christopher Klau, Christoph Clau; 25. března 1538, Bamberk, Německo – 6. února 1612, Řím, Itálie) byl německý jezuitský matematik a astronom. Byl zároveň jedním z osmičlenné komise sestavené papežem Řehořem XIII. kvůli reformě kalendáře.
Pojmenování po jeho osobnosti nese kráter Clavius na Měsíci a tzv. Claviův zákon.